# Перёй
Перёй (фр. Péreuil) — коммуна во Франции, находится в регионе Пуату — Шаранта. Департамент — Шаранта. Входит в состав кантона Бланзак-Поршрес. Округ коммуны — Ангулем.
Код INSEE коммуны — 16257.
Коммуна расположена приблизительно в 420 км к юго-западу от Парижа, в 130 км южнее Пуатье, в 24 км к юго-западу от Ангулема.

## Население
Население коммуны на 2008 год составляло 408 человек.
| 1962 | 1968 | 1975 | 1982 | 1990 | 1999 | 2008 |
| ---- | ---- | ---- | ---- | ---- | ---- | ---- |
| 487  | 446  | 418  | 385  | 410  | 393  | 408  |

## Экономика
В 2007 году среди 221 человека в трудоспособном возрасте (15—64 лет) 145 были экономически активными, 76 — неактивными (показатель активности — 65,6 %, в 1999 году было 69,0 %). Из 145 активных работали 133 человека (71 мужчина и 62 женщины), безработных было 12 (4 мужчины и 8 женщин). Среди 76 неактивных 16 человек были учениками или студентами, 35 — пенсионерами, 25 были неактивными по другим причинам.

## Достопримечательности
- Приходская церковь Сент-Илер (XII век). Памятник истории с 1913 года[3]
- Замок Дусе (XVI век) на востоке коммуны
- Усадьба Малатре (XVI век) на юге коммуны
- Разрушенные ветряные мельницы

## Фотогалерея
- Церковь Сент-Илер
- Мэрия
- Карта коммуны